# Escola Estadual Conselheiro Crispiniano

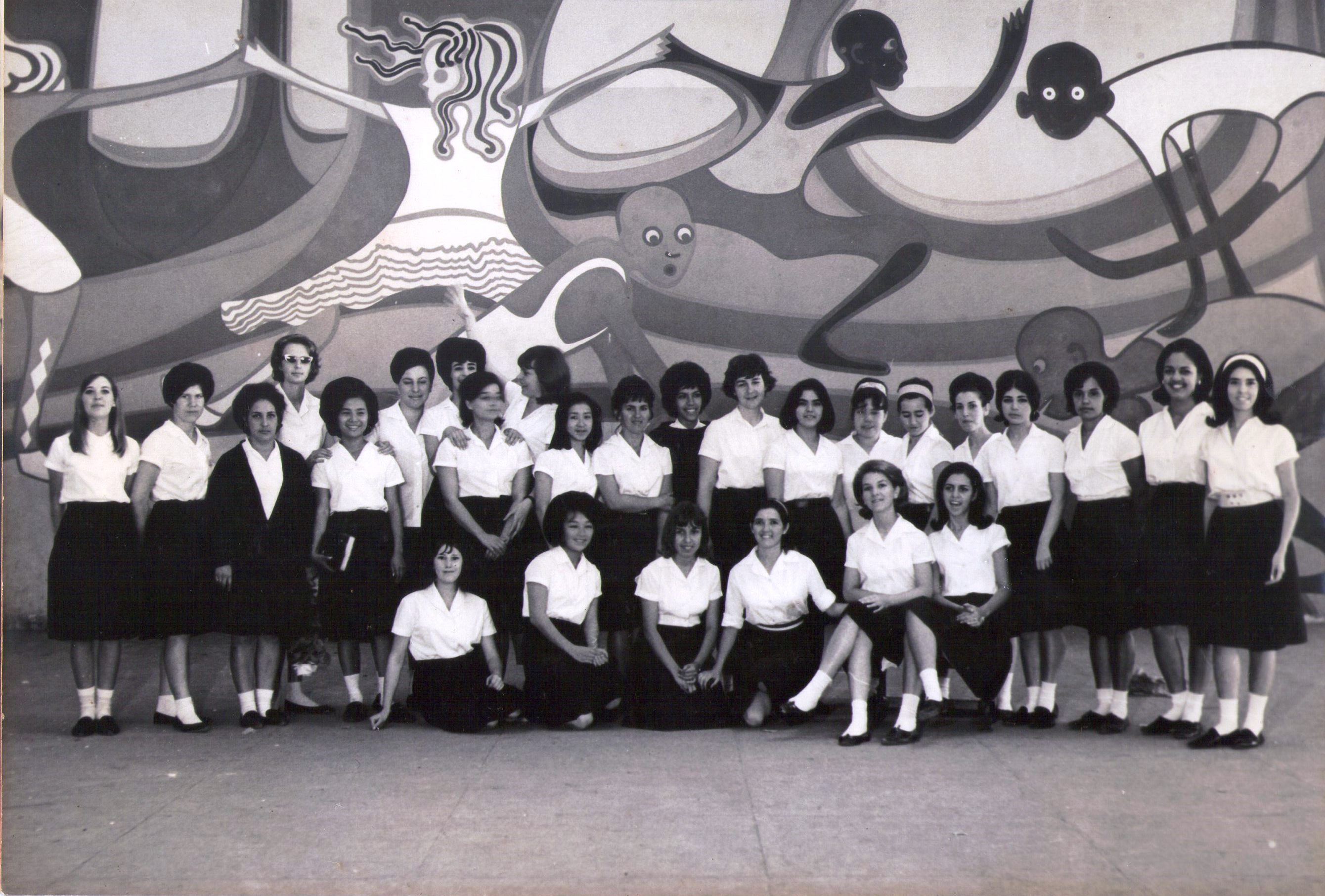
Alunos Inst. Educação Conselheiro Crispiniano em frente ao painel Mario Gruber no pátio interno. Imagem do Arquivo Histórico de Guarulhos.

A Escola Estadual Conselheiro Crispiniano, antigo Ginásio Estadual de Guarulhos, é uma escola em Guarulhos, criada em 1951. É considerada parte do patrimônio histórico e cultural da cidade paulista. Foi tombada em 2012 pelo CONDEPHAAT, particularmente porque, em 1961, foi reformada a partir de um projeto de Vilanova Artigas. Um ponto de destaque é um mural de Mário Gruber, que desde 1970 corre o risco de desaparecer por abandono e dificuldade de manutenção.
O estilo arquitetônico da escola é modernista. Faz parte de um conjunto de obras de Artigas em Guarulhos, incluindo o conjunto residencial do Parque Cecap.